# Pristimantis pariagnomus
Espèce
Pristimantis pariagnomus est une espèce d'amphibiens de la famille des Craugastoridae.

## Répartition
Cette espèce est endémique de la péninsule de Paria dans l'État de Sucre au Venezuela. Elle se rencontre entre 650 et 1 200 m d'altitude sur le versant Sud du Cerro Humo.

## Description
Le mâle holotype mesure 13,0 mm.

## Étymologie
Son nom d'espèce, composé de, paria, en référence à la péninsule de Paria, et du mot latin gnomus, « le nain », lui a été donné en référence à son habitat et sa morphologie.

## Publication originale
- Kaiser, Barrio-Amorós, Rivas-Fuenmayor, Steinlein & Schmid, 2015 : Five new species of Pristimantis (Anura: Strabomantidae) from the coastal cloud forest of the Península de Paria, Venezuela. Journal of Threatened Taxa, vol. 7, p. 7047–7088 (texte intégral).